# Metodo dei massimi e minimi di Fermat
Nel 1637, Fermat, in un suo manoscritto dal titolo Methodus ad disquierendam maximam et minimam, propose un metodo per calcolare i massimi e minimi di una funzione {\displaystyle f(x)}. Il principio su cui egli si basava è molto vicino al concetto di derivata intesa come limite del rapporto incrementale, anche se al suo tempo il concetto di limite non era ancora noto. Il metodo proposto si basa sul presupposto che:
- se una data funzione {\displaystyle f(x)} ha un massimo o un minimo nel punto {\displaystyle a}, allora, scelta una quantità {\displaystyle \;e} arbitrariamente piccola, la funzione {\displaystyle f(x)} valutata in {\displaystyle a}, ossia {\displaystyle f(a)}, è approssimativamente uguale a {\displaystyle f(a+e)}.

In particolare si ha:
{\displaystyle f(a+e)-f(a)\approx 0,}
ed anche
{\displaystyle {\frac {f(a+e)-f(a)}{e}}\approx 0.}
Semplificando quest'ultima espressione in modo da eliminare il termine {\displaystyle e} al denominatore, e successivamente ponendo {\displaystyle e=0}, si ottiene un'equazione nell'incognita {\displaystyle a}.

## Esempio
Dato un rettangolo {\displaystyle ABCD} di cui è noto il semiperimetro {\displaystyle p}, si chiede di determinare gli spigoli {\displaystyle AB} e {\displaystyle BC} che rendano massima l'area {\displaystyle {\mathcal {A}}}.
È noto che, per avere area massima, deve essere {\displaystyle AB=BC={\frac {p}{2}}}. Qui si vuole applicare il metodo dei massimi e minimi di Fermat per ottenere lo stesso risultato. In riferimento alla figura, detta {\displaystyle x} l'ascissa del punto {\displaystyle B}, l'area {\displaystyle {\mathcal {A}}} è data da:
{\displaystyle {\mathcal {A}}(x)=x(p-x).}
Si scrive allora:
{\displaystyle {\frac {{\mathcal {A}}(x+e)-{\mathcal {A}}(x)}{e}}\approx 0.}
- Si semplifica in modo da eliminare la {\displaystyle e} al denominatore.

- Si pone {\displaystyle e=0}

- Infine si ottiene:

{\displaystyle \;p-2x\approx 0\Longrightarrow x\approx {\frac {p}{2}},}
che è il risultato atteso. Fermat applica questo metodo per determinare l'equazione della tangente a una curva in un dato punto {\displaystyle P}. Questa applicazione è nota come metodo delle tangenti di Fermat

## Metodo delle tangenti di Fermat
Nel manoscritto De tangentibus linearum curvarum, Fermat propone un'applicazione del suo metodo per determinare i massimi e minimi di una funzione {\displaystyle f(x)}, noto come "Metodo dei massimi e minimi di Fermat", per determinare la tangente, in un dato punto {\displaystyle P}, a una linea curva di equazione {\displaystyle y=f(x)}.
Qui di seguito si ricostruisce la procedura proposta da Fermat.
Si consideri la curva concava mostrata in figura. L'obiettivo è determinare la tangente nel punto {\displaystyle P}. Essa risulta definita, una volta nota la sottotangente cartesiana {\displaystyle t=EX}. Detta {\displaystyle h(x)} l'equazione della retta tangente nel punto {\displaystyle P}, il metodo dei massimi e minimi si applica alla funzione: 
{\displaystyle g(x)=h(x)-f(x),}
(in figura si consideri il segmento {\displaystyle CD}), che ha un minimo nel punto {\displaystyle P} di tangenza. Per il metodo dei massimi e minimi, nel punto {\displaystyle a} di minimo, si ha:
{\displaystyle {\frac {g(a+e)-g(a)}{e}}\approx 0.}
Inoltre, essendo {\displaystyle g(a)=0}, la precedente diventa:
{\displaystyle {\frac {g(a+e)}{e}}\approx 0.}
Si cercherà quindi di scrivere quest'ultima espressione in modo tale da  ottenere un'equazione in cui l'unica incognita è la sottotangente {\displaystyle t}.
In riferimento alla figura, per il secondo dei criteri di similitudine, i triangoli {\displaystyle CAE} e {\displaystyle PXE} sono simili tra loro. Da cui si ha:
{\displaystyle CA:AE=PX:XE}
{\displaystyle CA={\frac {AE\cdot PX}{XE}}}
{\displaystyle g(x+e)+f(x+e)={\frac {(t+e)\cdot f(x)}{t}}}
Dividendo per {\displaystyle e} si ottiene:
{\displaystyle {\frac {g(x+e)}{e}}={\frac {{\frac {(t+e)\cdot f(x)}{t}}-f(x+e)}{e}}\approx 0.}
A quest'ultima, infine, si applica la procedura per determinare il minimo di {\displaystyle g(x)}:
1. si semplifica per eliminare il parametro {\displaystyle e} al denominatore;
2. si pone {\displaystyle e=0};
3. si ottiene così un'equazione nell'incognita {\displaystyle t}, ossia la sottotangente cercata.

Altra interpretazione può essere la seguente: considerata l'ultima espressione trovata nel porre il denominatore uguale a {\displaystyle 0} otteniamo
{\displaystyle f(x+e)={\frac {t+e}{e}}f(x).}